# Lucasium maini
Espèce
Synonymes
- Diplodactylus maini Kluge, 1962

Lucasium maini est une espèce de geckos de la famille des Diplodactylidae.

## Répartition
Cette espèce est endémique du Sud de l'Australie-Occidentale.

## Description
C'est un gecko terrestre, nocturne et insectivore.

## Étymologie
Cette espèce est nommée en l'honneur d'Albert Russell Main (1919-2010).

## Publication originale
- Kluge, 1962 : A new species of gekkonid lizard, genus Diplodactylus Gray, from the southern interior of Western Australia. Western Australian Naturalist, vol. 8, n. 4, p. 97-101.